# Voetbalkampioenschap van Saale-Elster 1912/13
In 1912/13 werd het eerste voetbalkampioenschap van Saale-Elster gespeeld, dat georganiseerd werd door de Midden-Duitse voetbalbond. De competitie werd als Gau Saale-Unstrut opgericht op 11 juni 1912 en kwam er omdat de clubs uit Weißenfels niet in de Saalecompetitie wilden spelen. Clubs uit de regio Teuchern, Naumburg en Zeitz werden ook bij deze competitie ingedeeld. Besprekingen met de stad Merseburg mislukten en zij kozen voor de Saalecompetitie omdat deze voor hen beter bereikbaar was. Tijdens de loop van het seizoen werd de competitienaam in Saale-Elster hernoemd. 
Preußen Weißenfels werd kampioen en plaatste zich voor de Midden-Duitse eindronde. De club verloor in de eerste ronde van Zwickauer SC. 

## 1. Klasse
| Plaats | Club                       | Wed. | W | G | V | Saldo | Ptn.  |
| ------ | -------------------------- | ---- | - | - | - | ----- | ----- |
| 1.     | FC Preußen Weißenfels      | 8    | 6 | 1 | 1 | 16:08 | 13:03 |
| 2.     | FC Hohenzollern Weißenfels | 8    | 5 | 1 | 2 | 25:07 | 11:05 |
| 3.     | Weißenfelser SC 1903       | 8    | 3 | 0 | 5 | 09:10 | 06:10 |
| 4.     | Naumburger SV Hohenzollern | 8    | 2 | 2 | 4 | 16:20 | 06:10 |
| 5.     | Zeitzer BC 1903            | 8    | 2 | 0 | 6 | 06:27 | 04:12 |

|  | Kampioen, geplaatst voor Midden-Duitse eindronde |
|  | Promotie-Degradatie play-off                     |

Promotie-Degradatie play-off
|  |                 |              |                  |  |
|  | Zeitzer BC 1903 | 3 – 2 (n.v.) | Union Weißenfels |  |
|  |                 |              |                  |  |